# Œ̋
Cette page contient des caractères spéciaux ou non latins. S’ils s’affichent mal (▯, ?, etc.), consultez la page d’aide Unicode.
Œ̋ (minuscule : œ̋), appelé E dans l’O double accent aigu, est un graphème utilisé dans l’écriture du dan de l’Est. Il s’agit de la lettre Œ diacritée d’un double accent aigu.

## Représentations informatiques
Le E dans l’O double accent aigu peut être représenté avec les caractères Unicode suivants :
- décomposé (latin étendu A, diacritiques)[1],[2] :

| formes    | représentations | chaînes de caractères | points de code | descriptions                                              |
| --------- | --------------- | --------------------- | -------------- | --------------------------------------------------------- |
| capitale  | Œ̋               | Œ◌̋                    | U+0152 U+030B  | lettre majuscule latine oe diacritique double accent aigu |
| minuscule | œ̋               | œ◌̋                    | U+0153 U+030B  | lettre minuscule latine oe diacritique double accent aigu |